# Crown the Empire
Crown the Empire es un grupo de post-hardcore que tiene origen en Dallas, Texas hacia el año 2010

## Historia

### Formación,Limitlessy firmar para Rise Records (2010–2012)
La banda fue formada en julio de 2010 por Andrew Velásquez, Austin Duncan, Hayden Tree y Brandon Hoover durante su estancia en la preparatoria. La banda fue formada cuando "Brandon y Austin decidieron ponerse a tocar juntos." El objetivo primordial de la banda era ser "más pesada que la mayoría de las bandas de su área" a manera de "Traer grandes coros pop a un género que se pudiera volver muy pesado. "Originalmente, el baterista Alex Massey lleno la posición de la batería en la banda, pero fue remplazado rápidamente por su actual baterista, Brent Taddie en mayo de 2011. Durante 2011, los miembros de Crown The Empire también tuvieron una extensa búsqueda de otro guitarrista que se uniera a su banda. Rápidamente le dieron la bienvenida a Bennett Vogelman (Benn Suede) a la banda como guitarrista principal.
Hasta la fecha cuentan con un EP y tres álbumes de estudio. Limitless, The Fallout, The Resistance: Rise Of The Runaways, Retrograde y el más reciente lanzado el 5 de abril de 2019, llamado Sudden Sky. Lo que les ha bastado para llegar a otros países como Headliners de su propio show.

### Retrogradey salida de Escamilla
Crown The Empire lanzó su tercer álbum de estudio Retrograde el 22 de julio de 2016. El álbum debutó en el número 15 en el Billboard 200. En noviembre de 2016, la banda anunció que el vocalista Dave Escamilla iba a estar de vacaciones. El 8 de enero de 2017, la banda anunció que el vocalista David Escamilla ya no formaba parte de la banda a través de su página de Facebook. Más tarde, el mismo día, Dave Escamilla hizo declaraciones alegando que la mayor parte de la música de la banda hasta la fecha fue escrita por fuentes externas, que finalmente fue confirmada por la banda.
El 16 de marzo de 2020, la banda anunció públicamente en Instagram que el guitarrista Brandon Hoover había dado positivo por COVID-19 después de su gira en Asia y África. El 28 de marzo, Hoover anunció que se había recuperado y estaba libre del virus.

### Album Acústico "07102010"
El 8 de julio de 2020, la banda anunció su disco acústico 07102010, lanzado el 10 de julio de 2020 via Rise Records, que celebra el décimo aniversario del primer concierto de la banda e incluye versiones acústicas de canciones de toda su discografía previa. Además, la canción Everything Breaks que fue publicada como demo en 2018 por Andy Leo se incluye como la última pista del álbum.

### DOGMA
El 23 de febrero de 2023 Crown The Empire, anunció su quinto álbum de estudio titulado “DOGMA”,  que saldrá el próximo 28 de abril a través de Rise Records.
El nuevo álbum producido y mezclado por Zach Jones (Fever 333, WSTR, Chelsea Grin, Stick To Your Guns), es un álbum diverso alimentado por la angustia, la identidad existencial, el aislamiento y la determinación. Durante los últimos tres años, la banda se tomó un tiempo para reflexionar sobre las prioridades personales y colectivas. Esta introspección se refleja líricamente en “DOGMA”.

## Estilo musical e influencias
Crown The Empire en su EP empezó como una banda de electronicore, mezclando post - hardcore y metalcore con tintes electrónicos. En The Fallout y The Resistance: Rise of The Runaways la banda tomó influencias del ópera rock. A partir de Retrogade la banda tomó un sonido alejado del metalcore hacia el rock alternativo, el hard rock y el rock progresivo. Los mayores influencias de la banda son Linkin Park y Slipknot, y mencionan otras como The Used, My Chemical Romance, Green Day, Incubus y Pink Floyd.
Para The Fallout se inspiraron en la película La Naranja Mecánica, mientras que para Retrogade en 2001: Odisea Espacial y La Guerra de Los Mundos.

## Miembros
| Miembros actuales - Andrew "Andy Leo" Velasquez – voz (2010–presente), teclado, sintetizador, piano (2012-presente) - Brandon Hoover – guitarra líder (2010–2011, 2014–presente); guitarra rítmica (2011–2015, 2017–presente); coros (2010–presente); voz limpia (2017–presente) - Hayden Tree – bajo (2011–presente); coros (2010–2011, 2015–presente); voz gutural (2010–2011, 2011–2012, 2017–presente); guitarra rítmica (2010–2011) - Jeeves Avalos – batería (2022–presente) Antiguos miembros - Devin Detar – bajo (2010) - Alex Massey – batería (2010-2011) - Austin Duncan – teclado, sintetizador, piano (2010-12) - Brandon Shroyer – bajo (2010–2011) - Zac Johnson - voz gutural (2010–2011); bajo (2011) - Bennett "Benn Suede" Vogelman – guitarra líder, coros (2011–2015) - Brent Taddie – batería (2011–2022) - David Escamilla – voz (2012–2017), guitarra rítmica (2014–2017) |

## Discografía
Álbumes de estudio
- 2012 – The Fallout
- 2014 – The Resistance: Rise of The Runaways
- 2016 – Retrogade
- 2019 – Sudden Sky
- 2023 – Dogma

EP
- 2011 – Limitless EP

Álbumes deluxe
- 2013 – The Fallout (Deluxe Reissue)
- 2015 – The Resistance (Deluxe Edition)

Álbumes de recopilación
- 2020 – 07102010

## Videografía
| Año  | Canción                           | Álbum                                |
| ---- | --------------------------------- | ------------------------------------ |
| 2011 | "Voices"                          | Limitless EP                         |
| 2012 | "Johnny Ringo"                    | Limitless EP                         |
| 2012 | "Oh Catastrophe"                  | The Fallout                          |
| 2012 | "The Fallout"                     | The Fallout                          |
| 2013 | "Memories of a Broken Heart"      | The Fallout                          |
| 2013 | "Menace"                          | The Fallout                          |
| 2014 | "Machines"                        | The Resistance: Rise of The Runaways |
| 2014 | "Initiation"                      | The Resistance: Rise of The Runaways |
| 2014 | "Bloodline"                       | The Resistance: Rise of The Runaways |
| 2015 | "Satellites/Rise of the Runaways" | The Resistance: Rise of The Runaways |
| 2015 | "Prisoners of War"                | The Resistance: Rise of The Runaways |
| 2015 | "Cross Our Bones"                 | The Resistance: Rise of The Runaways |